# 明周王墓
明周王墓，是位于河南省禹州市的明代周定王朱橚的墓。2013年5月，被中国国务院列入第七批全国重点文物保护单位名单中。

## 简介

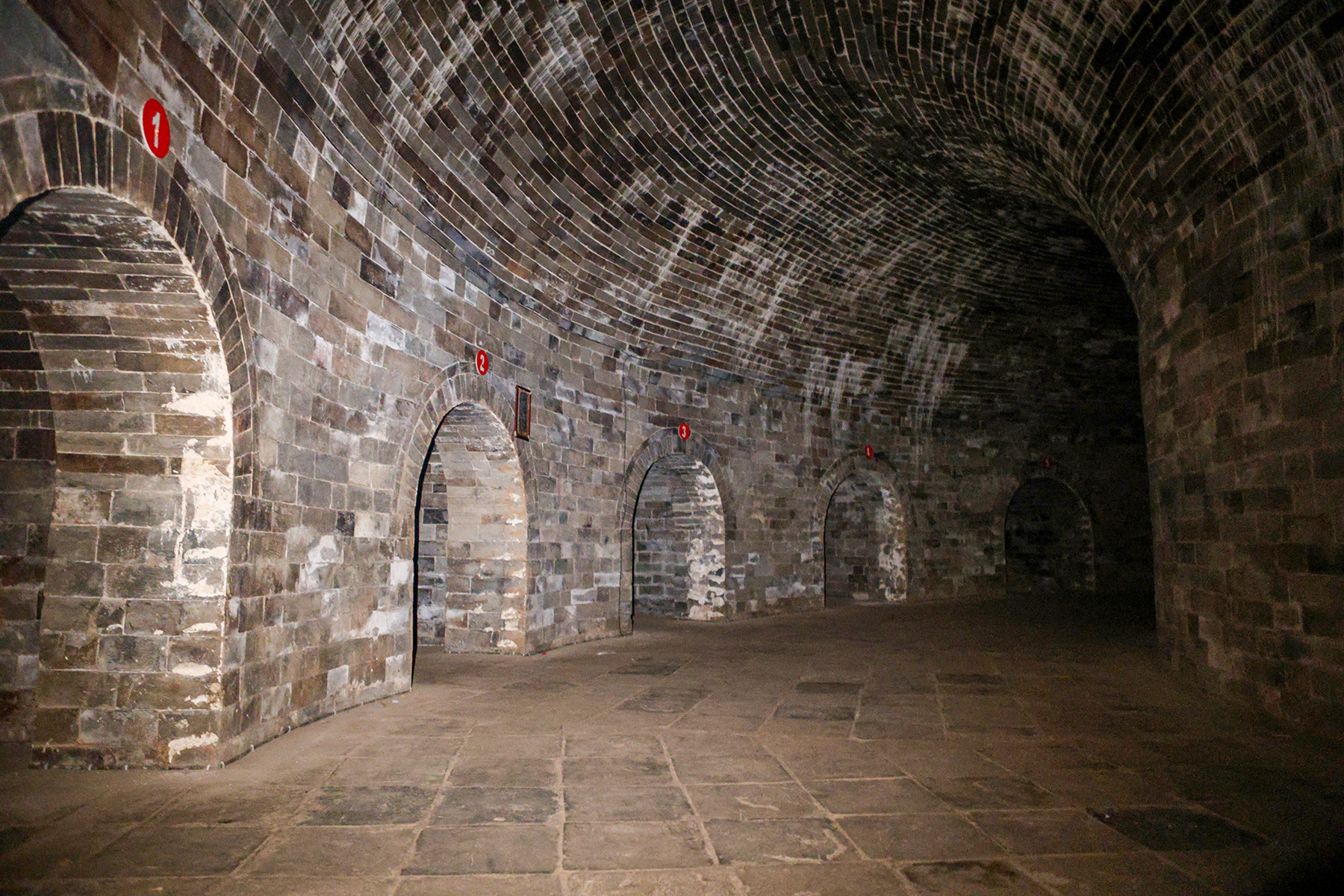
陪葬墓地宫中的环形甬道

禹州有明代周藩、徽藩亲王、郡王墓葬合计20余处。周藩封于开封，周定、恭、端三王葬于禹州城北太白山南麓，康僖郡王葬于城东金牛山北麓。
明周王墓（周定王墓）修于明初，虽处深山，几百年来多次被盗掘，现面积1400平米的地宫内10个大墓室一空如洗。嫔妃陪葬墓地宫面积400余平米，双曲拱券覆盆状，18券洞同穴分室，门朝向高大宽敞、能容“大客车”行驶的环形甬道，拱券青砖弧面曲率预先烧制，浑然天成，为中国已发现的地宫建筑形制中所独有。